# Élection présidentielle syrienne de 2000
L'élection présidentielle syrienne de 2000 se tient le 10 juillet 2000, un mois après la mort de Hafez el-Assad, président de la République arabe syrienne depuis 1971.
Le parlement syrien choisit son fils de 34 ans Bachar el-Assad pour lui succéder, et appelle le peuple syrien à confirmer ce choix lors d'un référendum, qui voit Bachar el-Assad obtenir 99,74 % d'approbation.
Avant la tenue du scrutin, la constitution syrienne a été modifiée pour passer l'âge minimum de la présidence de 40 ans à 34 ans,,.

## Résultats
| Option                                              | Votes     | %     |
| --------------------------------------------------- | --------- | ----- |
| Oui                                                 | 8 689 871 | 99,74 |
| Non                                                 | 22 439    | 0,26  |
| Invalides                                           | 219 313   | 2,46  |
| Total (participation 94,55 %) (9 446 054 éligibles) | 8 931 623 | 100,0 |
| [réf. souhaitée]                                    |           |       |